# OVB Beach Girls
Die OVB Beach Girls, in der Eigenschreibweise OVB Beach Girls@, vormals Beach Girls Budapest, sind ein ungarischer Beachhandball-Verein für Frauen. Es ist nach Multicem Szentendrei NKE der erfolgreichste Beachhandballverein von Frauen in Ungarn und auch einer der bedeutendsten Vereine in der Sportart in Europa. Die Mannschaft setzt sich vor allem aus Spielerinnen zusammen, die Hallenhandball in anderen Vereinen der zweiten und dritten ungarischen Liga spielen und daneben im Sommer Beachhandball praktizieren.
Die OVB Beach Girls wurden 2002 gegründet. Schon in diesem Jahr gewannen sie ihre erste nationale Meisterschaft bei den zum dritten Mal ausgetragenen ungarischen Meisterschaften, weitere Titelgewinne folgten 2008, 2011, 2013 und 2014. Abgesehen von 2009, 2010 und 2012 erreichte die Mannschaft seit 2002 immer das Endturnier um die ungarische Meisterschaft. Abgesehen von den fünf Meisterschaften wurde die Mannschaft sechsmal Vizemeister und erreichte die Mannschaft weitere sechsmal das Halbfinale und gewann dabei viermal das Spiel um den dritten Platz. 2004, 2010, 2015, 2020 und 2022 gewann das Team den ungarischen Pokal, 2006, 2007, 2009, 2016, 2017 und 2019 standen die Beach Girls im Finale. 2003, 2008 und 2018 wurde das Halbfinale erreicht.
International nahm die Mannschaft 13 mal an den Beach Handball Tour Masters Finals teil und konnten das höchstrangige Turnier der Beachhandball-Serie in Europa einmal im Jahr 2014 gewinnen. Zweimal waren sie Zweite, dreimal Dritte. Zudem startete man dreimal im Beach Handball Champions Cup und wurde dort 2015 Vierter, 2019 Siebte. 2022 gelang der größte Triumph der Vereinsgeschichte, und die "Championsleague" des europäischen Beachhandballs wurde in Portugal gewonnen.

## Teilnahmen
| - 2006: 3. - 2007: 4. - 2009: 4. - 2010: 3. - 2011: 3. - 2012: 2. - 2013: 2. - 2014: 1. - 2015: 7. - 2016: 7. - 2017: 4. - 2018: 8. - 2019: 7. - 2015: 4. - 2019: 7. - 2022: 1. | - 2002: 1. - 2003: 2. - 2004: 2. - 2005: 4. - 2006: 3. - 2007: 4. - 2008: 1. - 2009: – - 2010: – - 2011: 1. - 2012: – - 2013: 1. - 2014: 1. - 2015: 2. - 2016: 3. - 2017: 3. - 2018: 2. - 2019: 2. - 2020: 2. - 2021: 3. | - 2003: 3. - 2004: 1. - 2005: 5. - 2006: 2. - 2007: 2. - 2008: 3. - 2009: 2. - 2010: 1. - 2011: 4. - 2015: 1. - 2016: 2. - 2017: 2. - 2018: 3. - 2019: 3. - 2020: 1. - 2021: 6 - 2022: 1. |

## Aufgebote und Meisterteams
Ungarische Meisterschaften
- 2002: Barbara Ács • Bernadett Dajnics • Viktória Jakab-Kecskeméthy • Gabriella Juhászné Halmai • Judit Jónás • Ildikó Megyes • Beatrix Szilágyi
- 2008: Barbara Baranyai • Zsuzsanna Bartus • Viktória Benis • Andrea Feldhoffer • Emese Horváth • Krisztina John • Ildikó Szalay • Dóra Tóth
- 2011: Barbara Ács • Mónika Gyurcsányi • Judit Jónás • Krisztina Sidó • Dóra Szaka-Berkesi • Mónika Szalma • Melinda Szélesi-Kovács • Beatrix Szilágyi
- 2013: Mónika Gyurcsányi • Ágnes Hajdu • Beatrix Hingyi • Judit Jónás • Zsófia Kiss • Dóra Szaka-Berkesi • Mónika Szalma • Melinda Szélesi-Kovács • Beatrix Szilágyi
- 2014: Ágnes Hajdú • Beatrix Hingyi • Dóra Ivanics • Judit Jónás • Réka Katona-Lukács • Kamilla Kántor • Zsófia Kiss • Viktória Orosz • Dóra Szaka-Berkesi • Mónika Szalma • Melinda Szélesi • Nóra Varga

Ungarische Pokalsieger
- 2004: Barbara Ács • Anita Balogh • Bernadett Dajnics • Edina Harangozó • Judit Jónás • Andrea Klcsó • Ildikó Megyes • Szilvia Rátkai • Melinda Szélesi • Beatrix Szilágyi
- 2010: Barbara Ács • Mónika Gyurcsányi • Gabriella Horváth • Judit Jónás • Krisztina Sidó • Dóra Szaka-Berkesi • Szalma Mónika • Melinda Szélesi • Beatrix Szilágyi
- 2015: Klaudia Csiszár • Mónika Gyurcsányi • Ágnes Hajdu • Zsófia Hársfalvi • Beatrix Hingyi • Judit Jónás • Lilla Németh • Mónika Szalma • Nóra Varga
- 2020: Nóra Ágoston • Renáta Csiki • Ágnes Győri • Gyurcsányi Mónika • Rózsa Hársfalvi • Brigitta Lovász • Renáta Nagy • Nikolett Pomozi • Evelin Speth • Sára Sütő • Dóra Szaka-Berkesi • Luca Vajda • Nóra Varga
- 2022: Nóra Ágoston • Virág Barna • Dóra Berkesi • Mónika Gyurcsányi • Zsófia Hársfalvi • Amina Kazeem • Andrea Kemény • Gabriela Landi • Brigitta Lovász • Nikolett Pomozi

EBT Tour-Teams
- 2013:[19] Mónika Gyurcsány • Ágnes Hajdu • Beatrix Hingyi • Judit Jónás • Zsófia Kiss • Dóra Szaka-Berkesi • Mónika Szalma • Melinda Szélesi-Kovács • Beatrix Szilágyi • Nóra Varga
- 2014:[20] Diána Diószegi* • Mónika Gyurcsány* • Ágnes Hajdú* • Beatrix Hingyi* • Dóra Ivanics* • Judit Jónás* • Zsófia Kiss* • Viktória Orosz* • Mónika Szalma* • Melinda Szélesi*
- 2015:[21] Klaudia Csiszár* • Mónika Gyurcsányi* • Ágnes Hajdú • Zsófia Hársfalvi • Beatrix Hingyi* • Dóra Ivanics • Judit Jónás* • Réka Katona-Lukács* • Erzsébet Kiss* • Zsófia Kiss* • Dóra Szaka-Berkesi* • Mónika Szalma* • Melinda Szélesi • Nóra Varga*
- 2016:[22] Nóra Berettyán* • Andrea Feldhoffer* • Mónika Gyurcsányi* • Zsófia Hársfalvi* • Zsófia Kiss • Lilla Anna Németh* • Nóra Oláh* • Nikolett Pomozi* • Dóra Szaka-Berkesi* • Mónika Szalma • Melinda Szélesi* • Szabina Tóth* • Krisztina Vágó* • Fruzsina Viola*
- 2017:[23] Éva Barna* • Nóra Berettyán* • Andrea Feldhoffer • Mónika Gyurcsányi* • Zsófia Hársfalvi* • Zsófia Kiss* • Szilvia Kollár-Ábrahám • Renáta Nagy* • Lilla Anna Németh* • Nóra Oláh* • Kim Schuurbiers * • Dóra Szaka-Berkesi* • Eefke ter Sluis * • Szabina Tóth* • Krisztina Vágó • Nóra Valovics • Fruzsina Viola
- 2018:[24] Nóra Ágoston* • Nóra Berettyán • Krisztina Fórizs* • Mónika Gyurcsányi* • Zsófia Hársfalvi* • Bernadett Hrutka* • Zsófia Kiss* • Brigitta Lovász* • Nóra Oláh* • Nikolett Pomozi* • Dóra Szaka-Berkesi* • Barbara Szolnoki-Hermann* • Kornélia Tuza*
- 2019:[25] Szilvia Ábrahám • Nóra Ágoston* • Nóra Berettyán* • Mónika Gyurcsányi* • Zsófia Hársfalvi* • Bernadett Hrutka* • Dorina Kovács* • Brigitta Lovász* • Renáta Nagy* • Nikolett Pomozi* • Réka Sipos • Dóra Szaka-Berkesi* • Barbara Szolnoki-Hermann* • Patrícia Vigh
- 2021[26]: Szilvia Ábrahám • Nóra Ágoston • Nóra Berettyán • Renáta Csiki • Mónika Gyurcsányi • Zsófia Hársfalvi • Klaudia Kiss • Gabriela Landi • Brigitta Lovász • Dalma Mátéfi • Renáta Nagy* • Nikolett Pomozi • Evelin Speth • Sára Sütő • Dóra Szaka-Berkesi • Laura Szecsődi • Gabriella Zanati • Dorottya Zentai
- 2022[27]: Nóra Ágoston • Annamária Barczi • Virág Barna • Nóra Berettyán • Renáta Csiki • Szilvia Görföl • Mónika Gyurcsányi • Zsófia Hársfalvi • Amina Kazeem • Andrea Kemény • Gabriela Landi • Brigitta Lovász • Dalma Mátéfi • Renáta Nagy* • Nikolett Pomozi • Evelin Speth • Dóra Szaka-Berkesi • Eszter Tóth

* – mit Einsatz beim EBT-Finalturnier (wenn für das jeweilige Jahr bekannt, beziehungsweise, wenn das Finale erreicht wurde)
Champions-Cup-Teams
- 2015:[28] Mónika Gyurcsányi • Zsófia Hársfalvi • Betrix Hingyi • Judit Jónás • Erzsébet Kiss • Lilla Németh • Nóra Oláh • Dóra Szaka-Berkesi • Nóra Varga
- 2019:[29] Szilvia Ábrahám • Nóra Ágoston • Nóra Berettyán • Mónika Gyurcsányi • Zsófia Hársfalvi • Bernadett Hrutka • Dorina Kovács • Brigitta Lovász • Renáta Nagy • Nikolett Pomozi • Dóra Szaka-Berkesi • Barbara Szolnoki-Hermann
- 2022[30]: Nóra Ágoston • Nóra Berettyán • Renáta Csiki • Mónika Gyurcsányi • Zsófia Hársfalvi • Amina Kazeem • Gabriela Landi • Brigitta Lovász • Nikolett Pomozi • Dóra Szaka-Berkesi • Eszter Tóth

## Einzelbelege
1. ↑  OVB-Beach Girls: Winning above all. Abgerufen am 24. November 2020 (englisch).
2. ↑  beachgirls.ewk.hu: Eredményeink. Abgerufen am 24. November 2020 (ungarisch).
3. ↑  beachgirls.ewk.hu: Eredményeink. Abgerufen am 24. November 2020 (ungarisch).
4. ↑  Greek and Croatian success on the sand. Abgerufen am 24. November 2020 (englisch).
5. ↑  Yumpu.com: Results - June 5. Abgerufen am 24. November 2020 (englisch).
BHC LUZERN: Playadettes sind Europas bestes Clubteam. Abgerufen am 24. November 2020.
6. ↑  beachgirls.ewk.hu: Eredményeink. Abgerufen am 24. November 2020 (ungarisch).
7. ↑  beachgirls.ewk.hu: Eredményeink. Abgerufen am 24. November 2020 (ungarisch).
8. ↑  beachgirls.ewk.hu: Eredményeink. Abgerufen am 24. November 2020 (ungarisch).
9. ↑  European Handball Federation - 2014 Women's European Beach Tour / ebt FINALS. Abgerufen am 24. November 2020 (englisch).
10. ↑  European Handball Federation - 2015 Women's European Beach Tour / ebt FINALS. Abgerufen am 24. November 2020 (englisch).
11. ↑  European Handball Federation - 2016 Women's European Beach Tour / ebt FINALS. Abgerufen am 24. November 2020 (englisch).
12. ↑  European Handball Federation - 2017 Women's European Beach Tour / ebt FINALS. Abgerufen am 24. November 2020 (englisch).
13. ↑  European Handball Federation - 2018 Women's European Beach Tour / Final Tournament. Abgerufen am 24. November 2020 (englisch).
14. ↑  gsztank: OVB Beach Girls. In: Piłka Ręczna Plażowa. Abgerufen am 24. November 2020 (polnisch).
15. ↑  European Handball Federation - 2019 Women's European Beach Tour / EBT Finals. Abgerufen am 24. November 2020 (englisch).
16. ↑  kézitörténelem.hu. Abgerufen am 24. November 2020.
17. ↑  kézitörténelem.hu. Abgerufen am 24. November 2020.
18. ↑  European Handball Federation - OVB Beach Girls® / (Adults Team). Abgerufen am 11. Dezember 2022 (englisch).
19. ↑  https://beachgirls.ewk.hu/csapat/
20. ↑  European Handball Federation - OVB -Beach Girls® / (Adults Team). Abgerufen am 24. November 2020 (englisch).
21. ↑  European Handball Federation - OVB -Beach Girls® / (Adults Team). Abgerufen am 24. November 2020 (englisch).
22. ↑  European Handball Federation - OVB -Beach Girls® / (Adults Team). Abgerufen am 24. November 2020 (englisch).
23. ↑  European Handball Federation - OVB Beach Girls® / (Adults Team). Abgerufen am 24. November 2020 (englisch).
24. ↑  European Handball Federation - OVB Beach Girls® 2018 / (Adults Team). Abgerufen am 24. November 2020 (englisch).
25. ↑  European Handball Federation - OVB Beach Girls® 2019 / (Adults Team). Abgerufen am 24. November 2020 (englisch).
26. ↑  European Handball Federation - OVB Beach Girls® 2021 / (Adults Team). Abgerufen am 11. Dezember 2022 (englisch).
27. ↑  European Handball Federation - OVB Beach Girls® 2022 / (Adults Team). Abgerufen am 11. Dezember 2022 (englisch).
28. ↑  kézitörténelem.hu. Abgerufen am 24. November 2020.
29. ↑  kézitörténelem.hu. Abgerufen am 24. November 2020.
30. ↑  European Handball Federation - 2022 Women's Beach Handball Champions Cup / Match Details. Abgerufen am 11. Dezember 2022 (englisch).